# Iurie Barjanschi
Iurie Leonidovici Barjanschi (rusă Юрий Леонидович Баржанский, n. 6 septembrie 1922, Brașov, România – d. 11 septembrie 1986, Orhei, RSS Moldovenească, URSS) a fost un poet și traducător sovietic moldovean.

## Biografie
Născut în Brașov într-o familie de evrei, acesta a absolvit liceul Bogdan Petriceicu Hașdeu din Chișinău, unde a început să-și publice primele poezii, în 1936.
Acesta a scris mai multe poezii în "limba moldovenească", dar și în limba ucraineană. A tradus în "limba moldovenească" opere din Mihail Lermontov, Aleksandr Pușkin, Johann Wolfgang von Goethe, Friedrich Schiller sau Taras Șevcenko. Considerat un aservit al regimului comunist, el a dedicat mai multe poezii "prieteniei dintre poporul moldovenesc și cel ucrainean".
La Congresul al III-lea al Uniunii Scriitorilor din RSS Moldovenească (14-15 octombrie 1965), Iurie Barjanschi a discutat în contradictoriu cu Ion Druță și Mihai Cimpoi. El i-a zis lui Cimpoi că "stă încuiat în casă și citește gazete românești", la care Druță i-a răspuns: „Eu vreau să-i spun tovarășului Barjanschi, nu știu ce citește el, dar la Chișinău se citesc multe ziare românești și vreau să-i mai comunic tovarășului Barjanschi că eu nutresc cele mai calde sentimente pentru o țară vecină cu noi, o țară rudă cu noi, ca limbă, ca istorie, o țară socialistă, ca și republica noastră, eu nu văd de ce ar trebui să facem un zid Chinez de-a lungul Prutului”. Druță a fost aplaudat de toată sala. Barjanschi a răspuns, în limba rusă, susținând rusificarea:
„Limbă maternă și apropiată de sufletul tuturor intelectualilor moldoveni, al întregului popor moldovean și nicio insinuare ru spiritelor și demagogilor locali nu este în stare să zdruncine dragostea noastră pentru măreața limbă rusă, pentru marele popor rus [...] Dispare specificul național și frumusețea distinctivă a limbii noastre materne [...] limba se îndepărtează de popor, poeziile și articolele lor sunt destinate unei caste de snobi și gurmanzi literari, fiind eliminate din limbă cuvintele de origine rusă și slavă.”

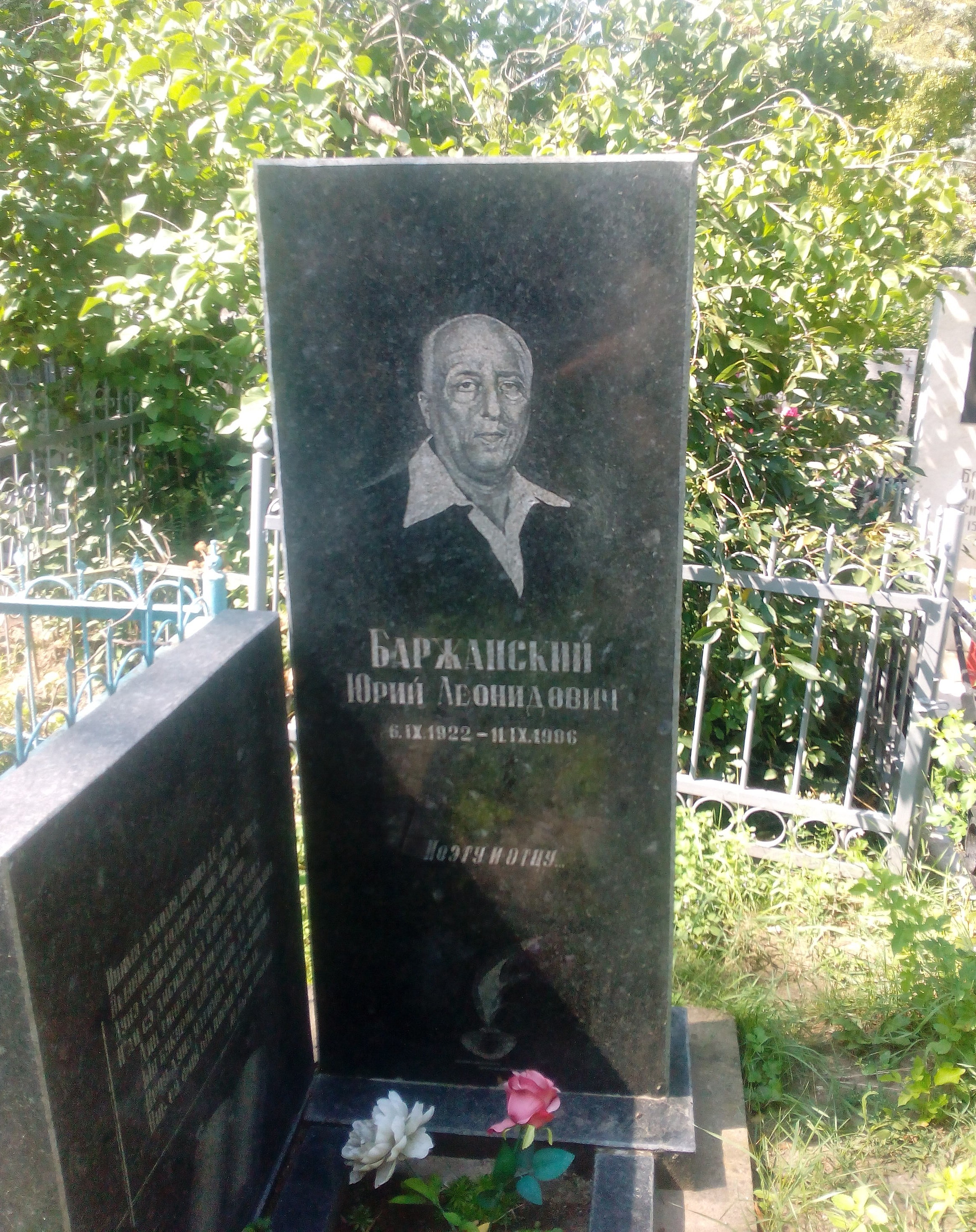
Mormântul lui Barjanschi din Orhei

Și-a trăit ultimii ani de viață în Orhei, unde a și decedat. Criticul literar Alex Ștefănescu l-a descris drept "poet minor, aservit regimului comunist, dar bun versificator".